# 1960年ローマオリンピックのニュージーランド選手団
1960年ローマオリンピックのニュージーランド選手団（1960ねんローマオリンピックのニュージーランドせんしゅだん）は、1960年8月25日から9月11日にかけてイタリアの首都ローマで開催された1960年ローマオリンピックのニュージーランド選手団、およびその競技結果。

## 概要
今大会は金メダル2個、銅メダル1個の合計3個のメダルを獲得した。

## メダル
| メダル | 選手名             | 競技 | 種目         |
| ------ | ------------------ | ---- | ------------ |
| 金     | ピーター・スネル   | 陸上 | 男子800m     |
| 金     | マレー・ハルバーグ | 陸上 | 男子5000m    |
| 銅     | バリー・マギー     | 陸上 | 男子マラソン |